# Liste des gouverneurs et lieutenants-gouverneurs des États des États-Unis

Affiliation politique des gouverneurs des États des États-Unis (janvier 2022) :
Parti démocrate
Parti républicain
Nouveau Parti progressiste

Cet article dresse la liste des gouverneurs et lieutenants-gouverneurs des 50 États des États-Unis, ainsi que la liste des gouverneurs et lieutenants-gouverneurs des territoires associés au pays. L'Arizona, le Maine, le New Hampshire, l'Oregon, le Wyoming et Porto Rico ne disposent pas de lieutenant-gouverneur.

## Gouverneurs et lieutenants-gouverneurs des50 États
| État                 | Fonction                | Nom                    | Parti | Parti | Depuis le        |
| -------------------- | ----------------------- | ---------------------- | ----- | ----- | ---------------- |
| Alabama              | Gouverneure             | Kay Ivey               |       | R     | 10 avril 2017    |
| Alabama              | Lieutenant-gouverneur   | Will Ainsworth         |       | R     | 14 janvier 2019  |
| Alaska               | Gouverneur              | Mike Dunleavy          |       | R     | 3 décembre 2018  |
| Alaska               | Lieutenante-gouverneure | Nancy Dahlstrom        |       | R     | 5 décembre 2022  |
| Arizona              | Gouverneure             | Katie Hobbs            |       | D     | 2 janvier 2023   |
| Arkansas             | Gouverneure             | Sarah Huckabee Sanders |       | R     | 10 janvier 2023  |
| Arkansas             | Lieutenante-gouverneure | Leslie Rutledge        |       | R     | 10 janvier 2023  |
| Californie           | Gouverneur              | Gavin Newsom           |       | D     | 7 janvier 2019   |
| Californie           | Lieutenante-gouverneure | Eleni Kounalakis       |       | D     | 7 janvier 2019   |
| Caroline du Nord     | Gouverneur              | Josh Stein             |       | D     | 1er janvier 2025 |
| Caroline du Nord     | Lieutenante-gouverneure | Rachel Hunt            |       | D     | 1er janvier 2025 |
| Caroline du Sud      | Gouverneur              | Henry McMaster         |       | R     | 24 janvier 2017  |
| Caroline du Sud      | Lieutenante-gouverneure | Pamela Evette          |       | R     | 9 janvier 2019   |
| Colorado             | Gouverneur              | Jared Polis            |       | D     | 8 janvier 2019   |
| Colorado             | Lieutenante-gouverneure | Dianne Primavera       |       | D     | 8 janvier 2019   |
| Connecticut          | Gouverneur              | Ned Lamont             |       | D     | 9 janvier 2019   |
| Connecticut          | Lieutenante-gouverneure | Susan Bysiewicz        |       | D     | 9 janvier 2019   |
| Dakota du Nord       | Gouverneur              | Kelly Armstrong        |       | R     | 15 décembre 2024 |
| Dakota du Nord       | Lieutenant-gouverneur   | Michelle Strinden      |       | R     | 15 décembre 2024 |
| Dakota du Sud        | Gouverneur              | Larry Rhoden           |       | R     | 25 janvier 2025  |
| Dakota du Sud        | Lieutenant-gouverneur   | Tony Venhuizen (en)    |       | R     | 30 janvier 2025  |
| Delaware             | Gouverneur              | Matt Meyer             |       | D     | 21 janvier 2025  |
| Delaware             | Lieutenant-gouverneur   | Kyle Evans Gay (en)    |       | D     | 21 janvier 2025  |
| Floride              | Gouverneur              | Ron DeSantis           |       | R     | 8 janvier 2019   |
| Floride              | Lieutenante-gouverneure | Jeanette Nuñez         |       | R     | 8 janvier 2019   |
| Géorgie              | Gouverneur              | Brian Kemp             |       | R     | 14 janvier 2019  |
| Géorgie              | Lieutenant-gouverneur   | Geoff Duncan           |       | R     | 14 janvier 2019  |
| Hawaï                | Gouverneur              | Josh Green             |       | D     | 5 décembre 2022  |
| Hawaï                | Lieutenant-gouverneur   | Sylvia Luke            |       | D     | 5 décembre 2022  |
| Idaho                | Gouverneur              | Brad Little            |       | R     | 6 janvier 2019   |
| Idaho                | Lieutenante-gouverneure | Janice McGeachin       |       | R     | 6 janvier 2019   |
| Illinois             | Gouverneur              | J. B. Pritzker         |       | D     | 14 janvier 2019  |
| Illinois             | Lieutenante-gouverneure | Juliana Stratton       |       | D     | 14 janvier 2019  |
| Indiana              | Gouverneur              | Eric Holcomb           |       | R     | 9 janvier 2017   |
| Indiana              | Lieutenante-gouverneure | Suzanne Crouch         |       | R     | 9 janvier 2017   |
| Iowa                 | Gouverneure             | Kim Reynolds           |       | R     | 24 mai 2017      |
| Iowa                 | Lieutenant-gouverneur   | Adam Gregg             |       | R     | 25 mai 2017      |
| Kansas               | Gouverneure             | Laura Kelly            |       | D     | 14 janvier 2019  |
| Kansas               | Lieutenant-gouverneur   | David Toland (en)      |       | D     | 2 janvier 2021   |
| Kentucky             | Gouverneur              | Andy Beshear           |       | D     | 10 décembre 2019 |
| Kentucky             | Lieutenante-gouverneure | Jacqueline Coleman     |       | D     | 10 décembre 2019 |
| Louisiane            | Gouverneur              | Jeff Landry            |       | R     | 8 janvier 2024   |
| Louisiane            | Lieutenant-gouverneur   | Billy Nungesser        |       | R     | 11 janvier 2016  |
| Maine                | Gouverneure             | Janet Mills            |       | D     | 2 janvier 2019   |
| Maryland             | Gouverneur              | Wes Moore              |       | D     | 18 janvier 2023  |
| Maryland             | Lieutenant-gouverneur   | Aruna Miller           |       | D     | 18 janvier 2023  |
| Massachusetts        | Gouverneure             | Maura Healey           |       | D     | 5 janvier 2023   |
| Massachusetts        | Lieutenante-gouverneure | Kim Driscoll           |       | D     | 5 janvier 2023   |
| Michigan             | Gouverneure             | Gretchen Whitmer       |       | D     | 1er janvier 2019 |
| Michigan             | Lieutenant-gouverneur   | Garlin Gilchrist       |       | D     | 1er janvier 2019 |
| Minnesota            | Gouverneur              | Tim Walz               |       | D     | 7 janvier 2019   |
| Minnesota            | Lieutenante-gouverneure | Peggy Flanagan         |       | D     | 7 janvier 2019   |
| Mississippi          | Gouverneur              | Tate Reeves            |       | R     | 14 janvier 2020  |
| Mississippi          | Lieutenant-gouverneur   | Delbert Hosemann       |       | R     | 14 janvier 2020  |
| Missouri             | Gouverneur              | Mike Parson            |       | R     | 1er juin 2018    |
| Missouri             | Lieutenant-gouverneur   | Mike Kehoe             |       | R     | 18 juin 2018     |
| Montana              | Gouverneur              | Greg Gianforte         |       | R     | 4 janvier 2021   |
| Montana              | Lieutenant-gouverneur   | Kristen Juras          |       | R     | 4 janvier 2021   |
| Nebraska             | Gouverneur              | Jim Pillen             |       | R     | 5 janvier 2023   |
| Nebraska             | Lieutenant-gouverneur   | Joe Kelly              |       | R     | 5 janvier 2023   |
| Nevada               | Gouverneur              | Joe Lombardo           |       | R     | 2 janvier 2023   |
| Nevada               | Lieutenant-gouverneur   | Stavros Anthony (en)   |       | R     | 2 janvier 2023   |
| New Hampshire        | Gouverneure             | Kelly Ayotte           |       | R     | 9 janvier 2025   |
| New Jersey           | Gouverneur              | Phil Murphy            |       | D     | 16 janvier 2018  |
| New Jersey           | Lieutenante-gouverneure | Sheila Oliver          |       | D     | 16 janvier 2018  |
| New York             | Gouverneure             | Kathy Hochul           |       | D     | 24 août 2021     |
| New York             | Lieutenant-gouverneur   | Antonio Delgado        |       | D     | 25 mai 2022      |
| Nouveau-Mexique      | Gouverneure             | Michelle Lujan Grisham |       | D     | 1er janvier 2019 |
| Nouveau-Mexique      | Lieutenant-gouverneur   | Howie Morales          |       | D     | 1er janvier 2019 |
| Ohio                 | Gouverneur              | Mike DeWine            |       | R     | 14 janvier 2019  |
| Ohio                 | Lieutenant-gouverneur   | Jon Husted             |       | R     | 14 janvier 2019  |
| Oklahoma             | Gouverneur              | Kevin Stitt            |       | R     | 14 janvier 2019  |
| Oklahoma             | Lieutenant-gouverneur   | Matt Pinnell           |       | R     | 14 janvier 2019  |
| Oregon               | Gouverneure             | Tina Kotek             |       | D     | 9 janvier 2023   |
| Pennsylvanie         | Gouverneur              | Josh Shapiro           |       | D     | 17 janvier 2023  |
| Pennsylvanie         | Lieutenant-gouverneur   | Austin Davis           |       | D     | 17 janvier 2023  |
| Rhode Island         | Gouverneur              | Daniel McKee           |       | D     | 2 mars 2021      |
| Rhode Island         | Lieutenant-gouverneur   | Sabina Matos           |       | -     | 14 avril 2021    |
| Tennessee            | Gouverneur              | Bill Lee               |       | R     | 19 janvier 2019  |
| Tennessee            | Lieutenant-gouverneur   | Randy McNally          |       | R     | 10 janvier 2017  |
| Texas                | Gouverneur              | Greg Abbott            |       | R     | 20 janvier 2015  |
| Texas                | Lieutenant-gouverneur   | Dan Patrick            |       | R     | 20 janvier 2015  |
| Utah                 | Gouverneur              | Spencer Cox            |       | R     | 4 janvier 2021   |
| Utah                 | Lieutenant-gouverneur   | Deidre Henderson (en)  |       | R     | 4 janvier 2021   |
| Vermont              | Gouverneur              | Phil Scott             |       | R     | 5 janvier 2017   |
| Vermont              | Lieutenant-gouverneur   | David Zuckerman        |       | P     | 5 janvier 2023   |
| Virginie             | Gouverneur              | Glenn Youngkin         |       | R     | 15 janvier 2022  |
| Virginie             | Lieutenant-gouverneur   | Winsome Sears          |       | R     | 15 janvier 2022  |
| Virginie-Occidentale | Gouverneur              | Jim Justice            |       | R     | 16 janvier 2017  |
| Virginie-Occidentale | Lieutenant-gouverneur   | Craig Blair (en)       |       | R     | 13 janvier 2021  |
| Washington           | Gouverneur              | Bob Ferguson           |       | D     | 15 janvier 2025  |
| Washington           | Lieutenant-gouverneur   | Dennis Heck            |       | D     | 13 janvier 2021  |
| Wisconsin            | Gouverneur              | Tony Evers             |       | D     | 7 janvier 2019   |
| Wisconsin            | Lieutenant-gouverneur   | Mandela Barnes         |       | D     | 7 janvier 2019   |
| Wyoming              | Gouverneur              | Mark Gordon            |       | R     | 7 janvier 2019   |

## Dirigeants du district de Columbia et des territoires associés
| Entité                      | Fonction              | Nom                | Parti | Parti | Depuis (le)     |
| --------------------------- | --------------------- | ------------------ | ----- | ----- | --------------- |
| Washington D.C.             | Maire                 | Muriel Bowser      |       | D     | 2 janvier 2015  |
| Guam                        | Gouverneure           | Lou Leon Guerrero  |       | D     | 7 janvier 2019  |
| Guam                        | Lieutenant-gouverneur | Josh Tenorio       |       | D     | 7 janvier 2019  |
| Îles Mariannes du Nord      | Gouverneur            | David Apatang      |       | I     | 23 juillet 2025 |
| Îles Mariannes du Nord      | Lieutenant-gouverneur | Dennis Mendiola    |       | R     | 23 juillet 2025 |
| Porto Rico                  | Gouverneure           | Jenniffer González |       | NPP   | 2 janvier 2025  |
| Samoa américaines           | Gouverneur            | Pula Nikolao Pula  |       | R     | 3 janvier 2025  |
| Samoa américaines           | Lieutenant-gouverneur | Pulu Ae Ae Jr.     |       | R     | 3 janvier 2025  |
| Îles Vierges des États-Unis | Gouverneur            | Albert Bryan       |       | D     | 7 janvier 2019  |
| Îles Vierges des États-Unis | Lieutenant-gouverneur | Tregenza Roach     |       | D     | 7 janvier 2019  |

## Dirigeants des îles mineures éloignées des États-Unis
| Île            | Fonction       | Nom                 | Depuis (le)     |
| -------------- | -------------- | ------------------- | --------------- |
| Île Baker      | Administrateur | Martha Williams     | 21 janvier 2021 |
| Île Howland    | Administrateur | Martha Williams     | 21 janvier 2021 |
| Île Jarvis     | Administrateur | Martha Williams     | 21 janvier 2021 |
| Atoll Johnston | Administrateur | Martha Williams     | 21 janvier 2021 |
| Récif Kingman  | Administrateur | Martha Williams     | 21 janvier 2021 |
| Îles Midway    | Administrateur | Martha Williams     | 21 janvier 2021 |
| Navassa        | Administrateur | Martha Williams     | 21 janvier 2021 |
| Atoll Palmyra  | Administrateur | Martha Williams     | 21 janvier 2021 |
| Atoll Palmyra  | Gestionnaire   | (vacant)            | Mars 2009 ?     |
| Wake           | Administrateur | Carmen Cantor       | 4 août 2022     |
| Wake           | Gouverneur     | Shannon Ann McGuire | 20 janvier 2025 |